# Guglielmo Bazzarello
Guglielmo Bazzarello, italijanski general, * 1885, † 1950.